# Собор Святого Вигилия
Собор Святого Вигилия (итал. Сattedrale di San Vigilio) — исторический кафедральный собор Трентской епископии, ныне главный храм города Тренто на севере Италии.

## История
Собор находится на Соборной площади и освящён в честь покровителя Тренто — Святого Вигилия, на месте его предполагаемой могилы, где когда-то был языческий храм.

Изначально собор имел вид римской базилики размерами 14 на 45 метров, с апсидой, обращённой на восток. Епископ Ульрих II перестроил храм в романском стиле. При нём здание было значительно расширено, в нём появились три нефа, апсиды которых были построены на фундаменте римской постройки. На уровне старой базилики был устроен склеп с захоронениями наиболее важных жителей города. 

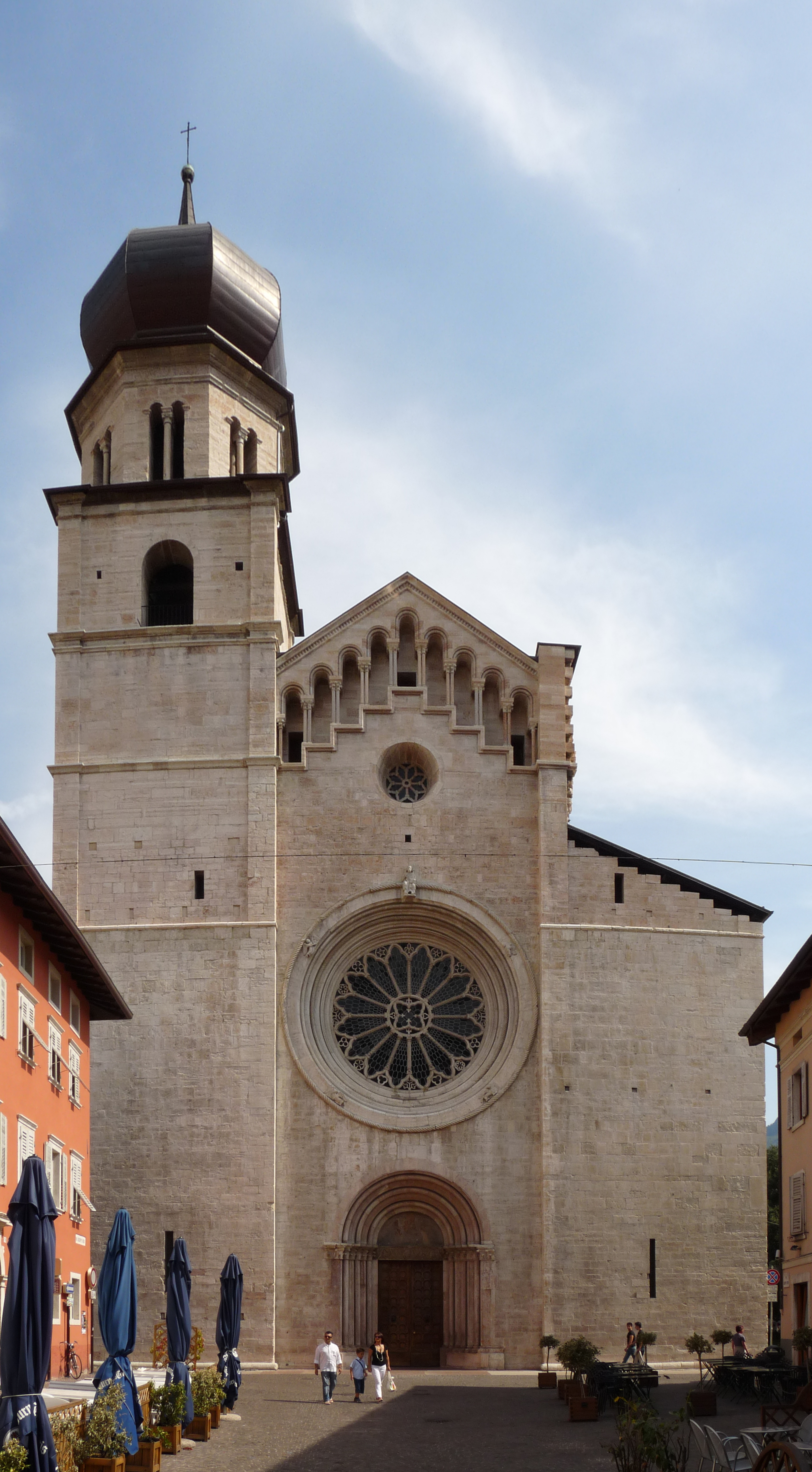
Фасад Трентского собора

Епископ Альтеман реконструировал крипту (придав ей современный облик) и несколько расширил соборный комплекс. Епископ Федерико Ванга решил реконструировать эту базилику начиная с фундамента и ради этого пригласил лучших мастеров своего дела во главе с Адамо д'Ароньо (ит.). Реконструкция началась в 1212 году, но после смерти епископа в Святой земле была приостановлена.
Перестройка храма в XIII веке велась на собственные средства и пожертвования граждан города. В 1236 году умер Адамо, и его дело продолжил сын — Энрико ди Фоно д’Ароньо. Строительство буксовало из-за недостатка средств. В конце XIII века в храме появилась большая роза, которую жители назвали ruota della fortuna — «колесо фортуны».
С 1305 по 1307 годы Эджилио да Кампионе руководил всеми работами и достроил южную часть храма и основание колокольни. С 1321 года сын Эджилио, Бонино да Кампионе, окончил строительство в готическом стиле. В 1628 году под руководством Джузеппе Альберте (ит.) была пристроена часовня распятия на Кресте в стиле барокко. В примыкающих к собору помещениях проходили заседания Тридентского собора.
Храм святого Вигилия является прекрасным памятником каменного зодчества. Здесь прослеживаются сразу четыре стиля: романский, ренессанс, готика и барокко. После проведения археологических раскопок фундамент храма был превращён в музей епископии, где выставлены свидетельства существования раннехристианской базилики и средневековые надгробные камни.